# Lozi
Lozi (także Malozi lub Barotse) – grupa etniczna zamieszkująca głównie zachodnią Zambię, a także Zimbabwe, Namibię i Botswanę. W 2010 roku liczebność Lozi wynosiła 927 tysięcy. Lud ten posługuje się językiem lozi z rodziny bantu.